# Dicrania similis
Dicrania similis är en skalbaggsart som beskrevs av Frey 1972. Dicrania similis ingår i släktet Dicrania och familjen Melolonthidae. Inga underarter finns listade i Catalogue of Life.